# Mateusz Cetnarski
Mateusz Cetnarski (* 6. Juli 1988 in Kolbuszowa, Polen) ist ein polnischer Fußballspieler. 

## Karriere
Cetnarski spielte in der Jugend bei Kolbuszowianka Kolbuszowa, ehe er sich dem für seine Jugendarbeit bekannten Klub UKS SMS Łódź anschloss. Hier machte er 2005 seine ersten Schritte im Erwachsenenbereich, ehe er im folgenden Sommer zu UKS SMS Balucz wechselte. Nach einer Spielzeit zog er zu GKS Bełchatów, dem Vizemeister der Ekstraklasa, weiter. In der Mannschaft um Łukasz Garguła, Dawid Nowak und Rafał Grodzicki war er in seiner ersten Spielzeit lediglich Ergänzungsspieler, im folgenden Jahr etablierte er sich als Stammkraft im offensiven Mittelfeld. In der Ekstraklasa 2009/10 trug er mit fünf Saisontoren zum Erreichen des fünften Tabellenplatzes bei. Damit spielte er sich ins Notizbuch von Nationaltrainer Franciszek Smuda, der nach Verpassen der Qualifikation zur Weltmeisterschaft 2010 verschiedene Spieler für die polnische Auswahlmannschaft testete, um den Kader für die im Heimatland stattfindende EURO 2012 zu finden. Im Juni 2010 bestritt er sein Länderspieldebüt gegen die serbische Auswahl, als diese sich auf die Weltmeisterschaftsendrunde vorbereitete. Eine kurze Zeit später zugezogene Knöchelverletzung bremste einen möglichen Wechsel ins Ausland.
Obwohl Cetnarski im Sommer 2010 einen neuen Zwei-Jahres-Vertrag bei GKS Bełchatów unterschrieben hatte, verließ er den Klub als Tabellenzehnter nach einer Spielzeit. Beim Ligakonkurrenten Śląsk Wrocław unterzeichnete er einen bis Ende 2015 gültigen Vertrag. Am Ende seiner ersten Spielzeit beim Klub gewann er mit der von Orest Lenczyk trainierten Mannschaft um Sebastian Mila, Rok Elsner und Marián Kelemen die polnische Meisterschaft. In der 2. Qualifikationsrunde der Champions League 2012/13 noch gegen FK Budućnost Podgorica aus Montenegro erfolgreich, schied er mit der Mannschaft nach zwei Niederlagen gegen den schwedischen Doublegewinner Helsingborgs IF aus der Champions-League-Qualifikation aus und wurde in der Play-off-Runde der UEFA Europa League 2012/13 dem deutschen Klub Hannover 96 als Gegner zugelost. Nach einem kurzen Intermezzo bei Widzew Łódź wechselte er zur Saison 2014/15 zum Ligakonkurrenten KS Cracovia. Im Sommer 2017 wurde er an Sandecja Nowy Sącz verliehen. Nachdem der Mittelfeldspieler die Hinrunde der Saison 2018/19 ohne Verein war, verpflichtete ihn Drittligist Górnik Łęczna zur Rückrunde. Kurzfristige Engagements schlossen sich an; 2021 wechselte er nach Sansibar.

## Erfolge
- Polnischer Meister: 2012
- Polnischer Superpokalsieger: 2012